# 비커즈 오브 유
《비커즈 오브 유》(영어: Because of You)는 2015년부터 2016년까지 방영된 필리핀의 드라마이다.